# Edgar Rivera
Edgar Alejandro Rivera Morales (né le 13 février 1991 à Agua Prieta, au Sonora) est un athlète mexicain, spécialiste du saut en hauteur.

## Carrière
6e en finale lors des Championnats du monde junior à Moncton en 2010 et 10e deux ans auparavant à Bydgoszcz. Il avait été finaliste lors des 5e Championnats du monde jeunesse à Ostrava en 2007. Il égale son record personnel de 2,28 m à Tempe le 27 avril 2013 puis à São Paulo (IDCM), le 3 août 2014. Le 9 février 2016, il porte son record en salle à 2,30 m à Brno ce qui le qualifie pour les Jeux olympiques de Rio. Le 5 juin 2016, il franchit 2,29 m à Monterrey.
Le 4 février 2017, il saute à nouveau 2,30 m à Hustopeče ce qui le qualifie pour les Championnats du monde 2017 à Londres. Il échoue au pied du podium des mondiaux avec 2,29 m.
Le 16 février 2019, il termine 2e des Championnats d’Italie en salle, avec 2,26 m.
En 2021 il bat le record du Mexique en passant une barre à 2,31 m à Šamorín.
En 2024 il remporte à nouveau les championnats ibéro-américains, en devançant le Brésilien Thiago Moura.

## Vie privée
C'est le frère du sauteur en longueur Luis Rivera.

## Palmarès
| Date | Compétition                              | Lieu         | Résultat | Marque |
| ---- | ---------------------------------------- | ------------ | -------- | ------ |
| 2007 | Championnats du monde cadets             | Ostrava      | 5e       | 2,14 m |
| 2008 | Championnats du monde juniors            | Bydgoszcz    | 10e      | 2,08 m |
| 2010 | Championnats du monde juniors            | Moncton      | 6e       | 2,17 m |
| 2011 | Jeux panaméricains                       | Guadalajara  | 8e       | 2,18 m |
| 2013 | Universiade                              | Kazan        | 10e      | 2,15 m |
| 2014 | Championnats ibéro-américains            | Sao Paulo    | 1er      | 2,28 m |
| 2014 | Jeux d'Amérique centrale et des Caraïbes | Xalapa       | 4e       | 2,21 m |
| 2015 | Jeux panaméricains                       | Toronto      | 7e       | 2,20 m |
| 2017 | Championnats du monde                    | Londres      | 4e       | 2,29 m |
| 2018 | Jeux d'Amérique centrale et des Caraïbes | Barranquilla | 8e       | 2,16 m |
| 2018 | Championnats NACAC                       | Toronto      | 6e       | 2,22 m |
| 2019 | Jeux panaméricains                       | Lima         | 9e       | 2,15 m |
| 2022 | Championnats ibéro-américains            | La Nucia     | 1er      | 2,26 m |
| 2022 | Championnats du monde                    | Eugene       | 13e      | 2,19 m |
| 2024 | Championnats du monde en salle           | Glasgow      | 8e       | 2,20 m |
| 2024 | Championnats ibéro-américains            | Cuiabá       | 1er      | 2,20 m |

## Records
| Épreuve         | Épreuve   | Marque      | Lieu           | Date                          |
| --------------- | --------- | ----------- | -------------- | ----------------------------- |
| Saut en hauteur | Plein air | 2,31 m (NR) | Šamorín        | 2 juin 2021                   |
| Saut en hauteur | En salle  | 2,30 m      | Brno Hustopeče | 9 février 2016 4 février 2017 |